# Вулиця Кубанської України
Ву́лиця Кубанської України — вулиця в Деснянському районі міста Києва, житловий масив Лісовий. Пролягає від вулиці Кіото до вулиці Космонавта Поповича. 
Прилучаються вулиці Василя Іваниса, Шолом-Алейхема, Ореста Левицького та Лісовий проспект.

## Історія
Вулиця виникла в середині 1960-х років під назвою Поліграфічна (від розташованого на її початку НДІ поліграфічної промисловості). З 1974 року мала назву на честь радянського військового діяча, Маршала Радянського Союзу Георгія Жукова. Сучасна назва — з 2018 року, на відновлення історичної пам'яті та вшанування козацького державного утворення на Кубані. 
У 2002 році по вулиці проведено тролейбусну лінію, якою курсує маршрут № 37 від Троєщини до метро «Лісова».

## Установи та заклади
- Міський центр радіаційного захисту населення м.Києва від наслідків Чорнобильської катастрофи (буд. № 10)
- Пожежна частина № 33; Деснянське районне управління ГУ ДСНС України у м. Києві (буд. № 4-А)
- Бібліотека імені Степана Олійника ЦБС Деснянського району м. Києва (буд. № 22)
- Бібліотека № 119 для дітей  ЦБС Деснянського району м. Києва (буд. № 22)
- Київський міський будинок дитини «Берізка» (буд. № 4)
- Київський пансіонат ветеранів праці, Каплиця Святої Софії Премудрості Божої УГКЦ (буд. № 2)
- «Віва-Віта» ,— громадська організація товариство інвалідів з порушенням опорно-рухового апарату Деснянського району (буд. № 24-Б)

## Меморіальні та анотаційні таблиці
| Зображення | Кому присвячено | Номер будинку | Дата встановлення                                    |
|            | Жукову Георгію Костянтиновичу, бронза, барельєфний портрет; скульптор Олександр Скобліков, архітектор Анатолій Ігнащенко | 15            | відкрита у 1977, зруйнована «невідомими» у 2015 році |
|            | Жукову Георгію Костянтиновичу                                                                                            | 45            | Відкрита у 2016, демонтована у 2017 року             |